# Teculután
Teculután é uma cidade da Guatemala do departamento de Zacapa.